# موچو چهیش
موچو چهیش (انگلیسی: Muchu Chhish) یا بتورا ۵ کوهی 7,452 متری در کوه‌های بتورا موزتاغ است که از زیررشته‌های رشته‌کوه قره‌قروم در پاکستان به شمار می‌رود. این کوه در منطقه‌ای بسیار دوردست واقع شده و فقط چند تلاش برای صعود آن انجام شده که هیچ‌کدام موفقیت‌آمیز نبوده است.
موچو چهیش یکی از بلندترین کوه‌های صعودنشده در دنیاست و بلندترین قله‌ای است که صعود آن ممنوعیت مذهبی یا سیاسی ندارد.
یخچال بتورا که یکی از بزرگ‌ترین یخچال‌های طبیعی خارج از مناطق قطبی زمین است، در شمال این قله قرار دارد.